# 連邦航空局
アメリカ連邦航空局（アメリカれんぽうこうくうきょく、英語: Federal Aviation Administration、略称: FAA）は、アメリカ合衆国運輸省の下部機関で、航空輸送の安全維持を担当する部局。アメリカ国内での航空機の開発・製造・修理・運航の全ては、同局の承認無しには行えない。本部はワシントンD.C.に置かれている。

## 設立の経緯
1956年にグランドキャニオン上空2万1000フィートで、トランス・ワールド航空機とユナイテッド航空機が衝突し墜落。両機に乗っていた乗員乗客合わせて128人全員が死亡する事故（グランドキャニオン空中衝突事故）が発生した。この事故を受けて1958年に連邦航空法が制定され、同法に基づいて航空輸送の安全を維持する機関として、現在の連邦航空局の前身である、連邦航空庁（FAA, Federal Aviation Agency）が設立された。
1967年にアメリカ合衆国運輸省が設立された時、連邦航空庁は同省に組み込まれ、現在の名前になった。

## 主な業務

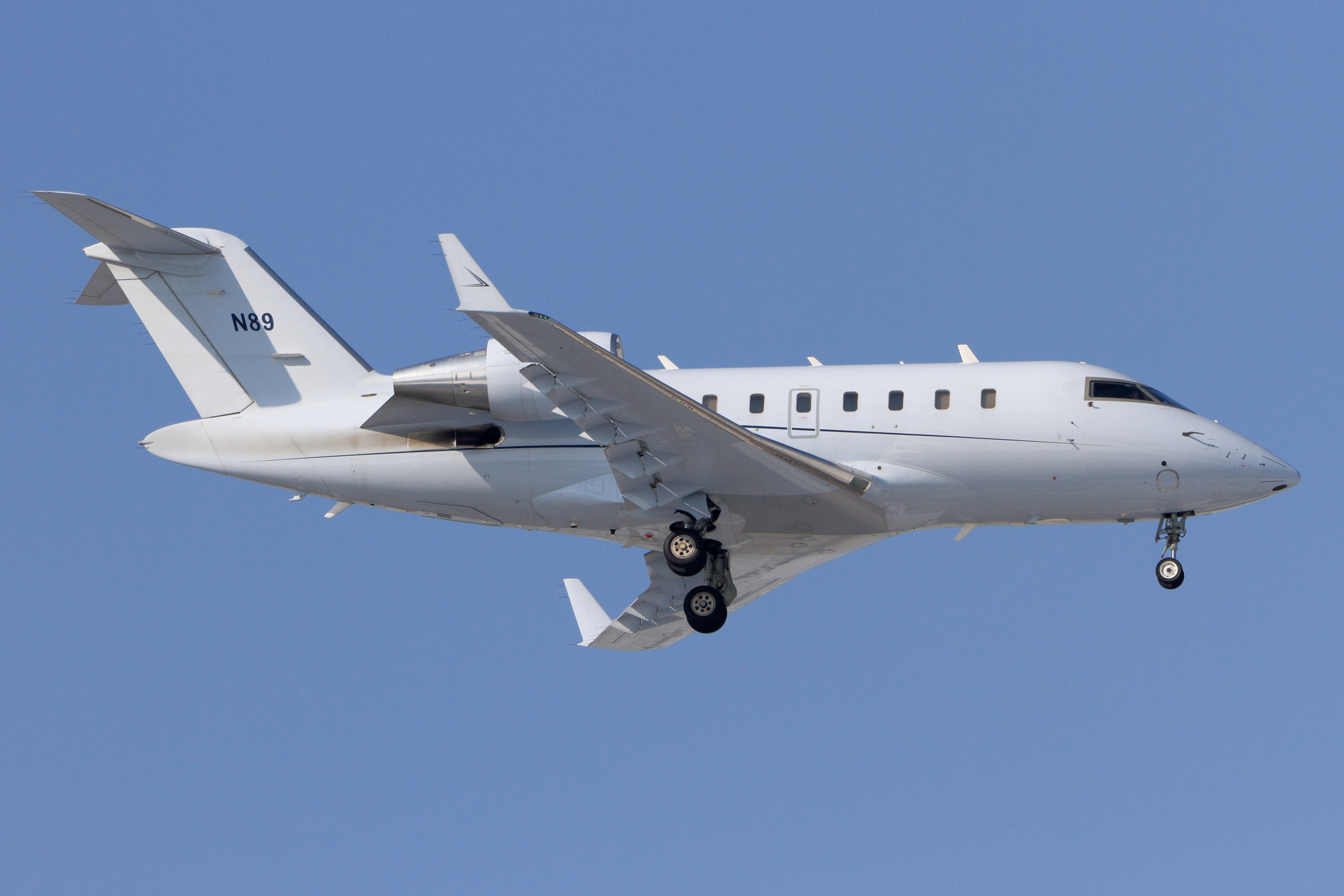
三沢飛行場で飛行検査を行なうN89（チャレンジャー 600）

民間および軍用航空機の航空管制システムの開発・運用・民間航空機の安全向上（航空機の設計・乗員の訓練・機体の整備計画）・民間航空技術の開発支援・民間及び国家宇宙航空に関する技術開発・パイロット資格の認定と剥奪など。
航空機（有翼機）を対象に審査を行うFAAと、ロケット・人工衛星を扱うFAA-AST(Administrator for Commercial Space Transportation) の二部門が存在する。
宇宙飛行士に対して宇宙飛行士記章を授与しているのもFAAである。
なお航空事故の調査などは独立した機関である国家運輸安全委員会(NTSB)が行っている。

## 航空局通達（Advisory Circular, AC）
航空機、空港・関連施設・空域・航空従事者の資格や訓練方法など、運用における問題の実践的な改善や解決に向けた通達全般で、手順・手続き、法令の解釈、具体的なガイドラインやマニュアルなどの形で発信される。規定されたり取り締まり対象ではないが、事実上の標準（デファクトスタンダード）または規則となっている。
ACは産業界の標準であるSAE International、RTCAを参照している 。いくつかのACはほんの数ページしかなく、参照している推奨標準より少し長いだけにとどまる（たとえばAC 20-115B は DO-178Bを参照）。またAC 20-115Cはやや長いが、これはDO-178のrevision BからCへの移行をスムーズに行うためのガイダンスである。
連邦航空局はAC 25.803-1Aにおいて、すべての航空機は90秒以内の緊急脱出可能であることを求めている。この基準は新型航空機の承認前に必ず確認される。
この「緊急脱出90秒ルール」では、全乗客乗員が90秒以内に安全に脱出し、航空機を放棄できることを実演により証明することが求められていて、シミュレーション（実地試験）は、乗客は年齢性別を混合させる割合も規程され、航空機の出口が半数封鎖された状態で、日没後90分以上経過した快晴の暗夜という設定で、最小限の床照明の中での脱出を行う。
1965年に120秒以内の脱出を求めるルールとして始まった。その後脱出装置の改善・機内や座席の素材の変更・より適切な乗員訓練方法などを包括するようになった。